# 청주 운천동 출토 동종
청주 운천동 출토 동종(淸州 雲泉洞 出土 銅鐘)은 충청북도 청주시, 국립청주박물관에 있는 통일신라의 동종이다. 1993년 9월 10일 대한민국의 보물 제1167호로 지정되었다.

## 개요
청주시 운천동에서 금동불상과 고려시대의 청동 금고(金鼓)와 함께 출토된 동종이다.
총 길이가 78㎝, 종 몸체 높이 64㎝, 입지름 47.4㎝인 중간 크기의 종으로 위·아래 단에 어떠한 문양도 없이 단순하게 구획만 둔 것이, 오히려 이 종의 특징이다.
사각형의 연곽 너비 부분에는 3구의 비천상과 당초문, 3보 문양으로 꾸몄고, 그 안에 9개의 돌출된 연뢰(蓮蕾)가 있다. 종 몸의 앞뒤에는 2구의 비천상이 조각되어 있다. 연꽃으로 장식한 종을 치는 부분인 원형의 당좌를 2개 배치하였는데 당좌에는 덩굴무늬가 새겨 있다.
현재 용통은 일부 없어졌으나, 종의 고리부분인 용뉴는 한 마리 용이 입을 벌리고 목을 구부려 천판을 물고 있는 형태가 완전히 남아 있다. 또한 앞뒤 두구의 비천상과 당좌의 문양으로 미루어 통일신라시대 후기(9세기 중엽 경)의 종으로 추정된다.

## 참고 자료
- 청주 운천동 출토 동종 - 국가유산청 국가유산포털